# Hydroniscus buzwilsoni
Hydroniscus buzwilsoni är en kräftdjursart som beskrevs av George 2004. Hydroniscus buzwilsoni ingår i släktet Hydroniscus och familjen Haploniscidae. Inga underarter finns listade i Catalogue of Life.